# Nevrorthus iridipennis
Nevrorthus iridipennis is een insect uit de familie van de Nevrorthidae, die tot de orde netvleugeligen (Neuroptera) behoort. 
Nevrorthus iridipennis is voor het eerst wetenschappelijk beschreven door A. Costa in 1863.